# Slifer the Sky Dragon
Slifer the Sky Dragon (Oshirisu no Tenkūryū lit Sky dragon of Osiris) is een van de drie Egyptische God monsters uit de animeserie Yu-Gi-Oh. Slifer bestaat ook als kaart in het Yu-Gi-Oh ruilkaartspel.

## Slifer in de anime
Slifer the Sky Dragon wordt voor de Battle City Saga door Marik gestolen (dit zie je in een paar flashbacks). Tijdens de Battle City saga geeft Marik Slifer aan een van zijn rare hunters om Yugi mee te verslaan. Yugi wint het duel echter en mag volgens de Battle City regels de zeldzaamste kaart van zijn tegenstander opeisen als prijs. Zo komt Slifer in Yugi’s handen.
Yugi is in het begin erg terughoudend wat betreft het gebruik van Slifer aangezien hij de kracht van het Egyptische Godmonster vreest. In de kwartfinale, tegen Yami Bakura, gebruikt hij hem voor het eerst. 
Gedurende de rest van het Battle City toernooi gebruikt Yugi Slifer aan paar maal waaronder tegen Kaiba en Marik.
Zoals alle Egyptische Godkaarten kan Slifer alleen worden gebruikt door een duellist wiens verleden teruggaat tot het oude Egypte zoals Yugi, Kaiba en Marik.

## Slifer in het ruilkaartspel
Ook in het Yu-Gi-Oh ruilkaartspel bestaat de kaart Slifer the Sky Dragon. De kaart is rood van kleur. Net als de andere Egyptische Godkaarten is Slifer the Sky Dragon verboden in officiële duels.

## Regels en effecten
Officiële regels over de Godkaarten bestaan er niet daar de kaarten verboden zijn in officiële duels. Op de kaart zelf staan ook geen regels of effecten vermeld. Onderstaande regels en effecten zijn overgenomen uit de anime serie Yu-Gi-Oh:
- Om Slifer the Sky Dragon op te roepen kan een speler 3 monsters aan zijn/haar kant van het veld opofferen.
- Slifer’s ATK en DEF staan gelijk aan het aantal kaarten in je hand x 1000 (3 kaarten = 3000 ATK en DEF).
- Slifer is immuun voor alle valkaarten & kan niet worden vernietigd door een Magie kaart of monster effect.
- Magische kaarten & monster effecten werken maar 1 beurt op Slifer en andere godkaarten.
- Als er een monster met minder dan 2000 DEF wordt opgeroepen, wordt het automatisch vernietigd.
- Als een monster met meer dan 2000 ATK wordt opgeroepen zal hij 2000 ATK verliezen door Slifers speciale krachten. (bijvoorbeeld 2100 ATK wordt 100 ATK). Op andere god kaarten zoals Winged dragon of RA of Obelisk the tormentor werkt dit effect alleen voor 1 beurt. Wanneer de beurt eindigt zal de ATK van de god weer herstellen naar origineel.